# Jan van Bijlert
Jan Hermansz. van Bijlert (1597 of 1598 - (begraven) Utrecht, 13 november 1671) was een Nederlands kunstschilder die tot de Utrechtse caravaggisten wordt gerekend. In zijn latere leven schilderde hij classicistisch. Hij schilderde vooral genrestukken en portretten. Andere namen voor hem zijn Jan Harmensz. van Bijlert, Jan van Biler, Jan van Bylaert en Jan van Bylert. Tijdens zijn verblijf in Italië werd hij Giovanni Bilardo genoemd.

## Biografie
Jan van Bijlert was de zoon van de glasschilder Herman Beernts van Bijlert en Elisabeth Willemsdr. van Laeckervelt. Mogelijk kreeg hij als eerste les van hem. De kunstschilder en schildersbiograaf Joachim von Sandrart, die Van Bijlert persoonlijk heeft gekend, schreef dat Van Bijlert leerling is geweest van de Utrechtse kunstschilder Abraham Bloemaert. Kunsthistoricus Jo de Meyere meent dat hij wellicht pas les kreeg van Bloemaert nadat Van Bijlerts vader in 1616 stierf. Kunsthistoricus P. Huys Janssen daarentegen is van mening dat hij vermoedelijk al omstreeks 1612/1613 les van Bloemaert kreeg.
Van Bijlert verbleef en werkte twee jaar in Parijs en een half jaar in Aix-en-Provence. In 1621 woonde hij aan de Via Margutta in Rome, waar hij volgens Hoogewerff in het voorjaar van 1623 tot de oprichters van de Bentvueghels behoorde en waar hij de bijnaam Aeneas droeg. In Rome stond hij ook bekend als Giovanni Bilardo.
Het is niet met zekerheid te zeggen wanneer hij weer terug was in de Republiek der Zeven Verenigde Nederlanden. In elk geval ging hij op 30 mei 1625 in Amsterdam in ondertrouw met Margrita Kemings, die uit Nijmegen kwam. Hij gaf toen op 27 jaar oud te zijn, waardoor aangenomen wordt dat Van Bijlert geboren is in 1597 of 1598. Hij trouwde op 15 juni 1625. De kerkelijke inzegening vond plaats in de Amsterdamse Nieuwe Kerk. Het echtpaar ging wonen in Utrecht. In die stad verbleef hij eerst op de Trans, daarna op het Janskerkhof en vervolgens in de Herenstraat, waar hij in 1633 een huis kocht dat hij acht jaar later weer verkocht.
In 1630 werd hij lid van het Utrechtse Sint-Lucasgilde. Hiervan was hij deken van 1632 tot 1634. Abraham Willaerts, Ludolf de Jongh en Bertram de Fouchier behoorden tot zijn leerlingen. Op 24 november 1634 werd hij regent van het Sint-Jobsgasthuis en in 1642-1643 was hij er huismeester. In 1644 huurde hij een pand van de kunstschilder Jan de Bont in wat later 't Hoogt werd. In 1657 schafte hij een woning aan in de Loeff Berchmakerstraat. Het jaar erop verkocht hij het weer. Zijn laatste huisadres was aan de Oudegracht.
Volgens Van Sandrart leefde Van Bijlert "erg gelukkig in rijkdom en vrolijkheid". Van het Utrechtse stadsbestuur kreeg hij op 12 februari 1669 toestemming om te handelen in "rosch Arsenicum ofte Rottecruyt". Hij overleefde zijn eerste echtgenote en trouwde nog enkele keren. Zijn laatste huwelijk was met Cecilia van Gelove. Van Bijlert dateerde zelden zijn werk. Kunstkenner Bob Haak noemde hem "een goed vakman", die echter geen blijk gaf van veel nieuwe inzichten. Hij werd op 13 november 1671 in de Nicolaïkerk te Utrecht begraven.

## Galerij

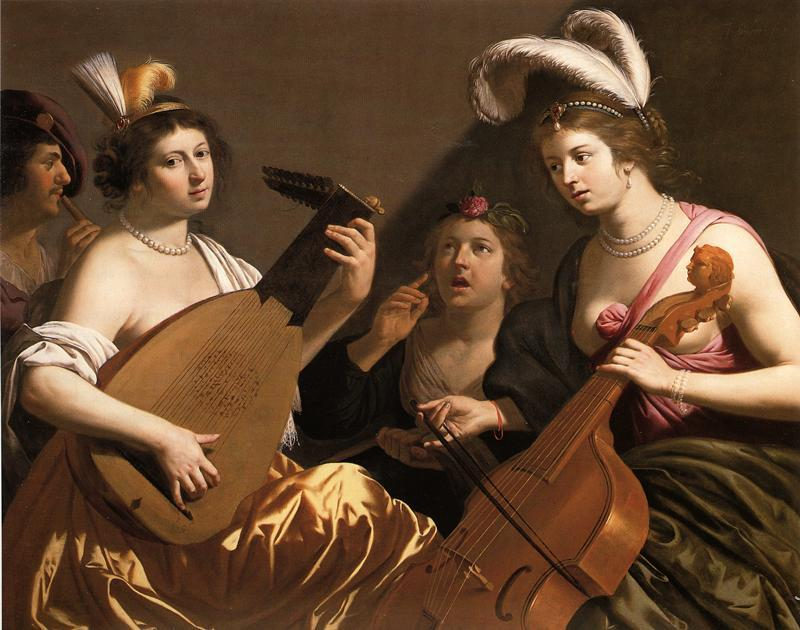
Het concert, tussen 1635 en 1640, privécollectie
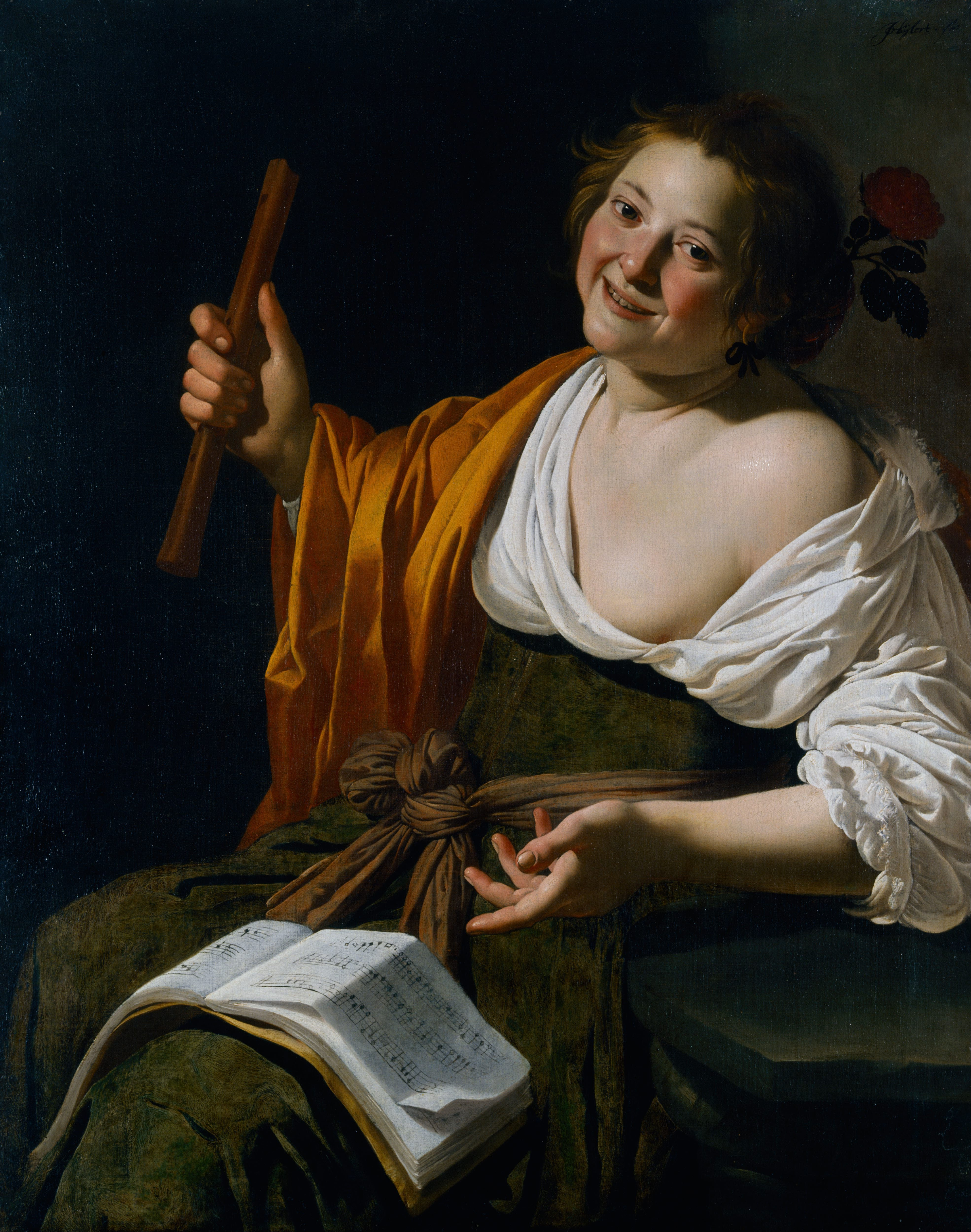
Jonge vrouw met een fluit, circa 1630, Art Gallery of New South Wales, Sydney
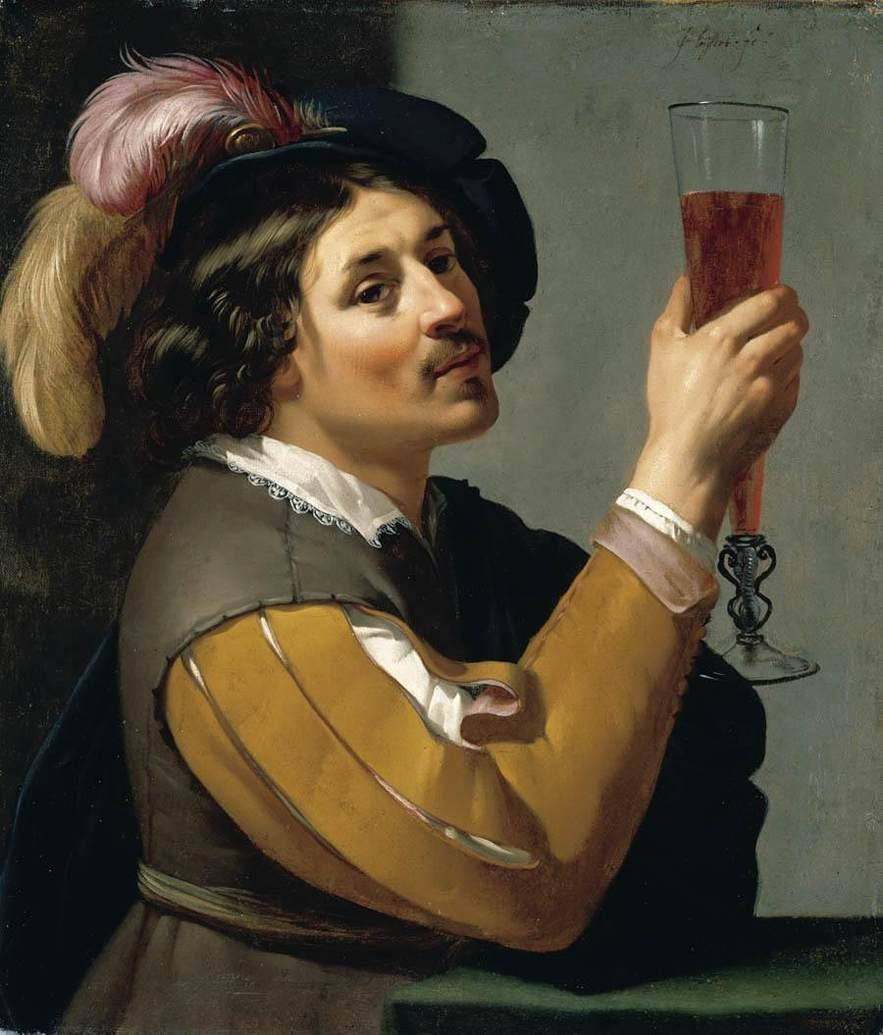
Jongeman met een glas wijn, circa 1635-1640, privécollectie
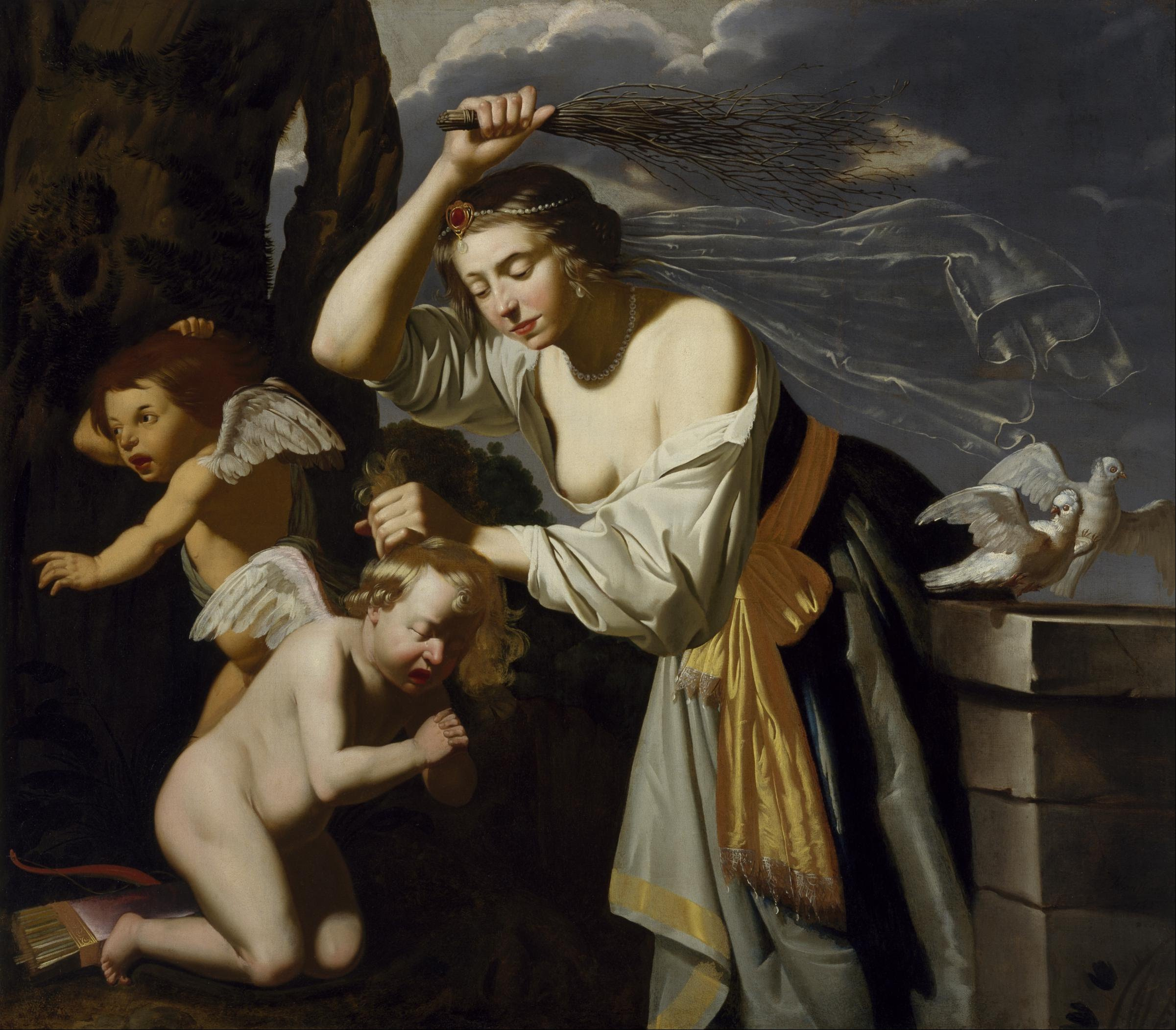
Venus straft Cupido, circa 1630-1640, Museum of Fine Arts (Houston)
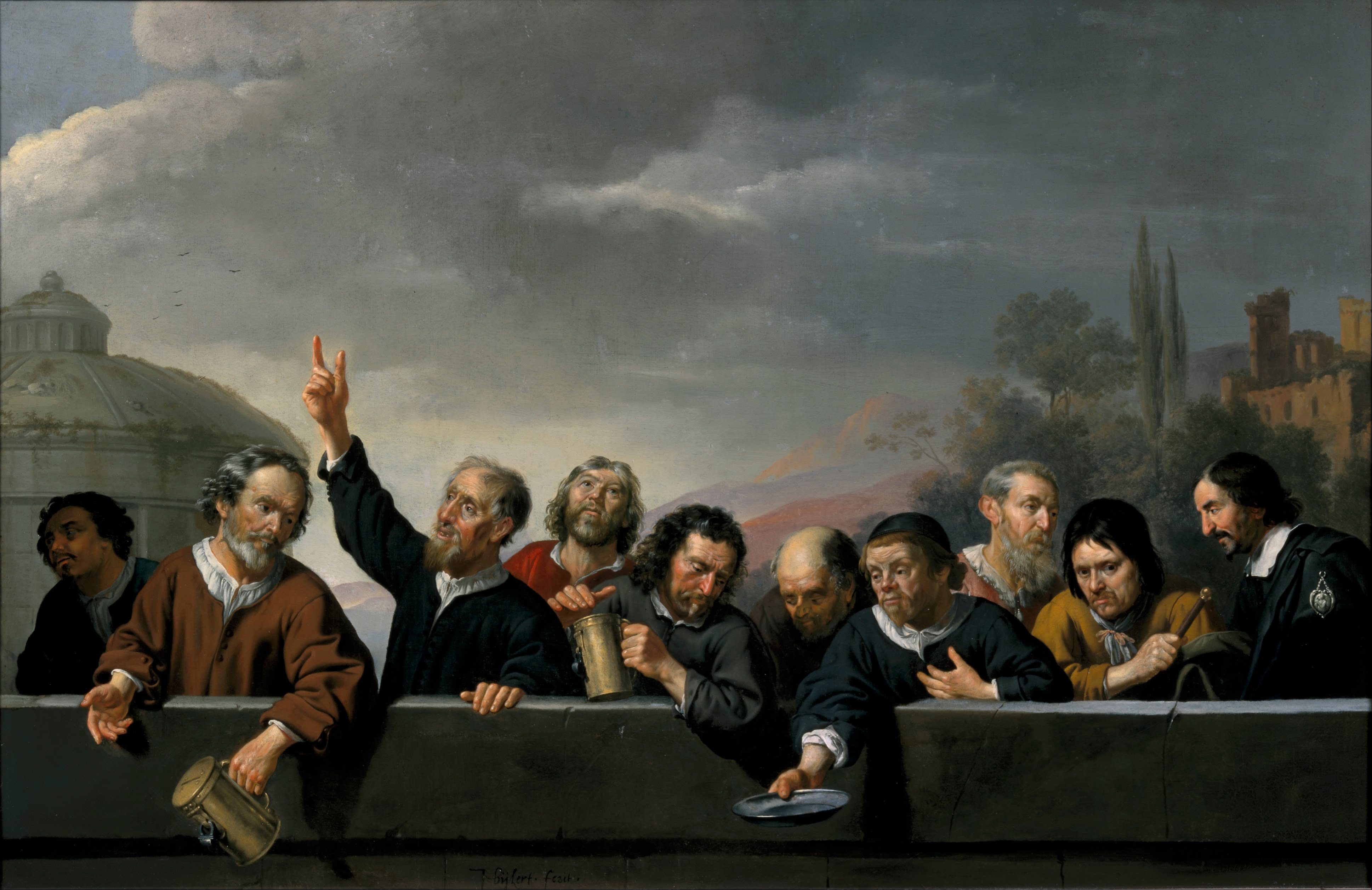
Portretten van de collecterende disgenoten van het Sint Jobsgasthuis te Utrecht, circa 1630-1635, Centraal Museum, Utrecht
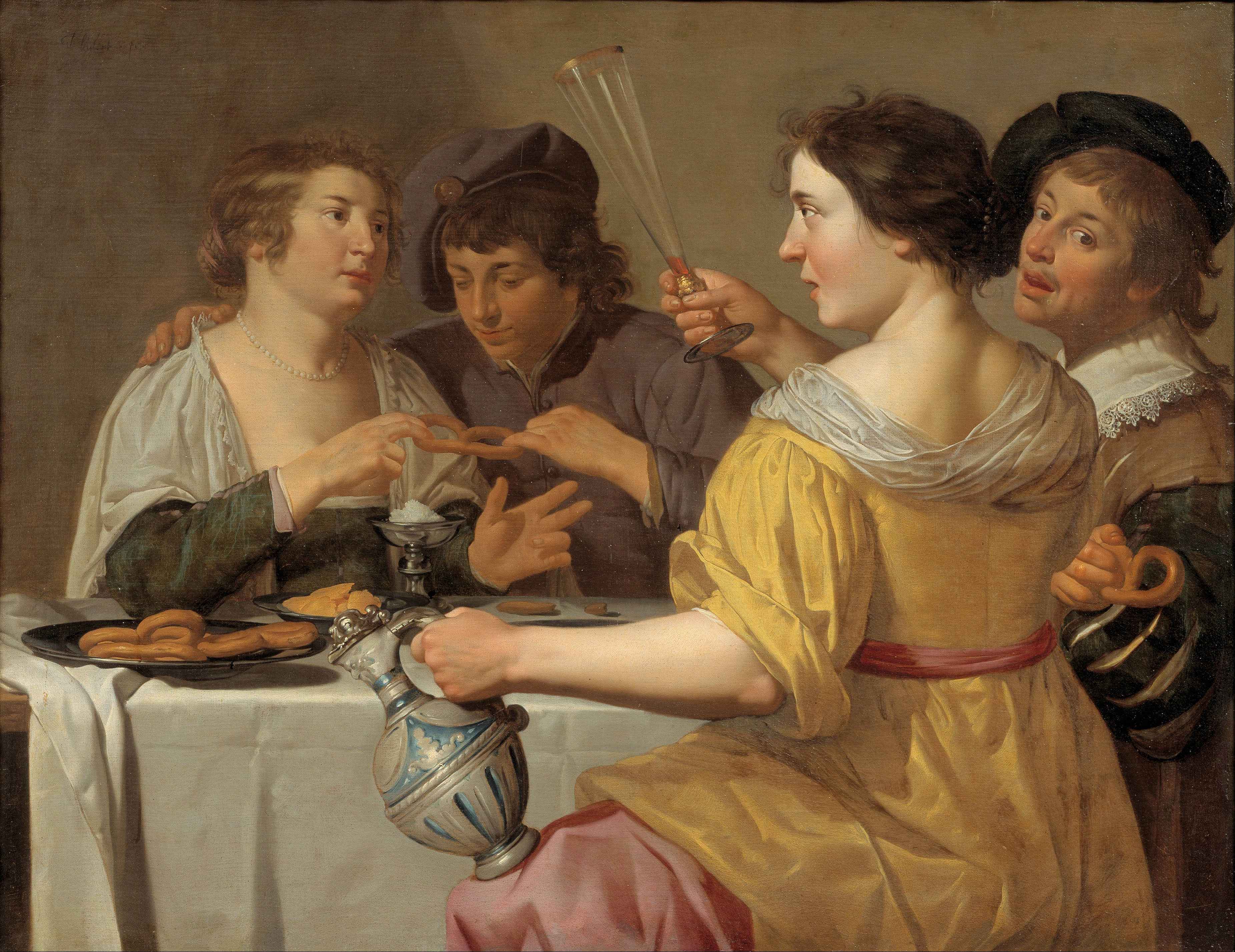
Het trekken aan de krakeling, 1630-1640, Centraal Museum, Utrecht
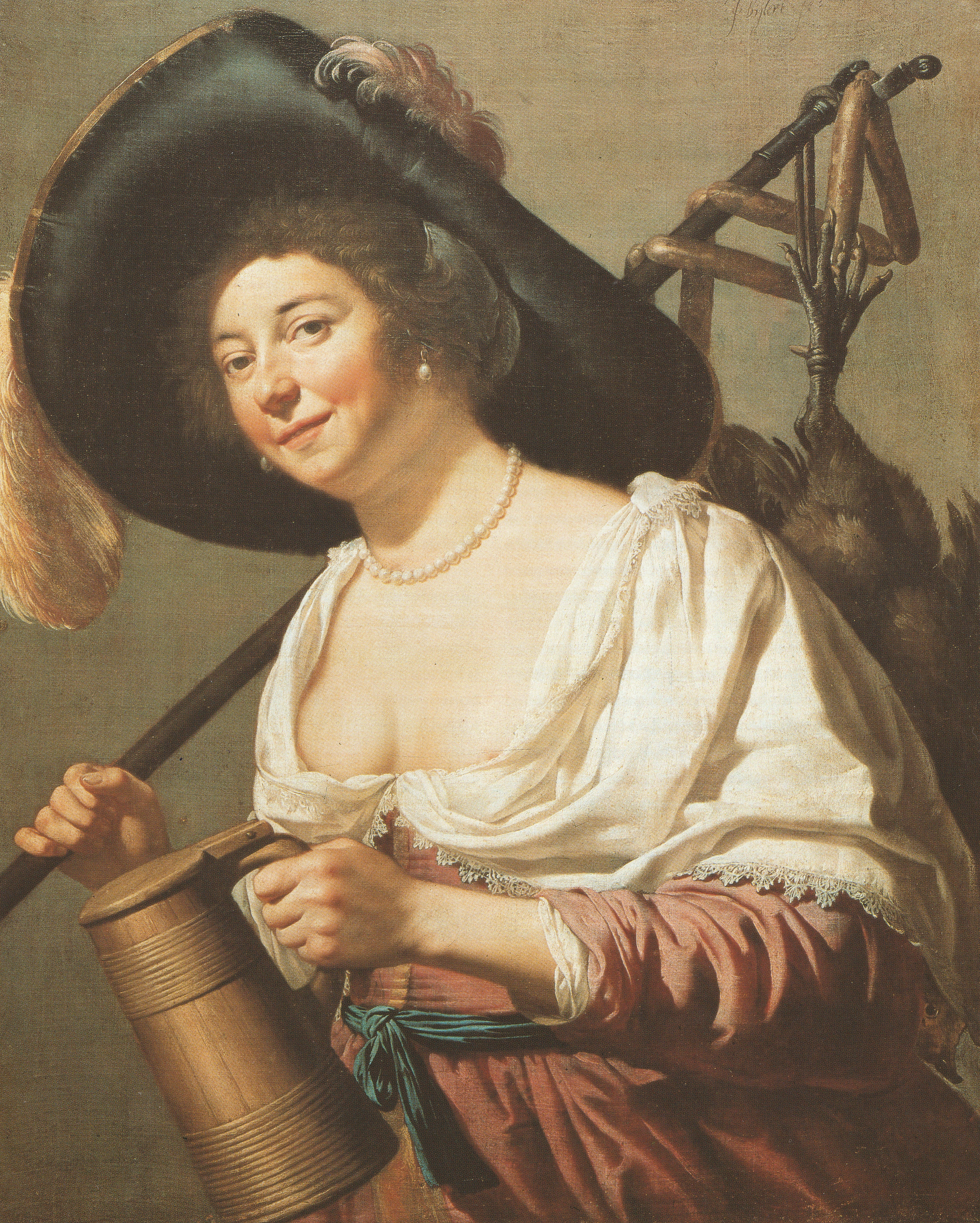
Marketenster, circa 1640, Centraal Museum, Utrecht
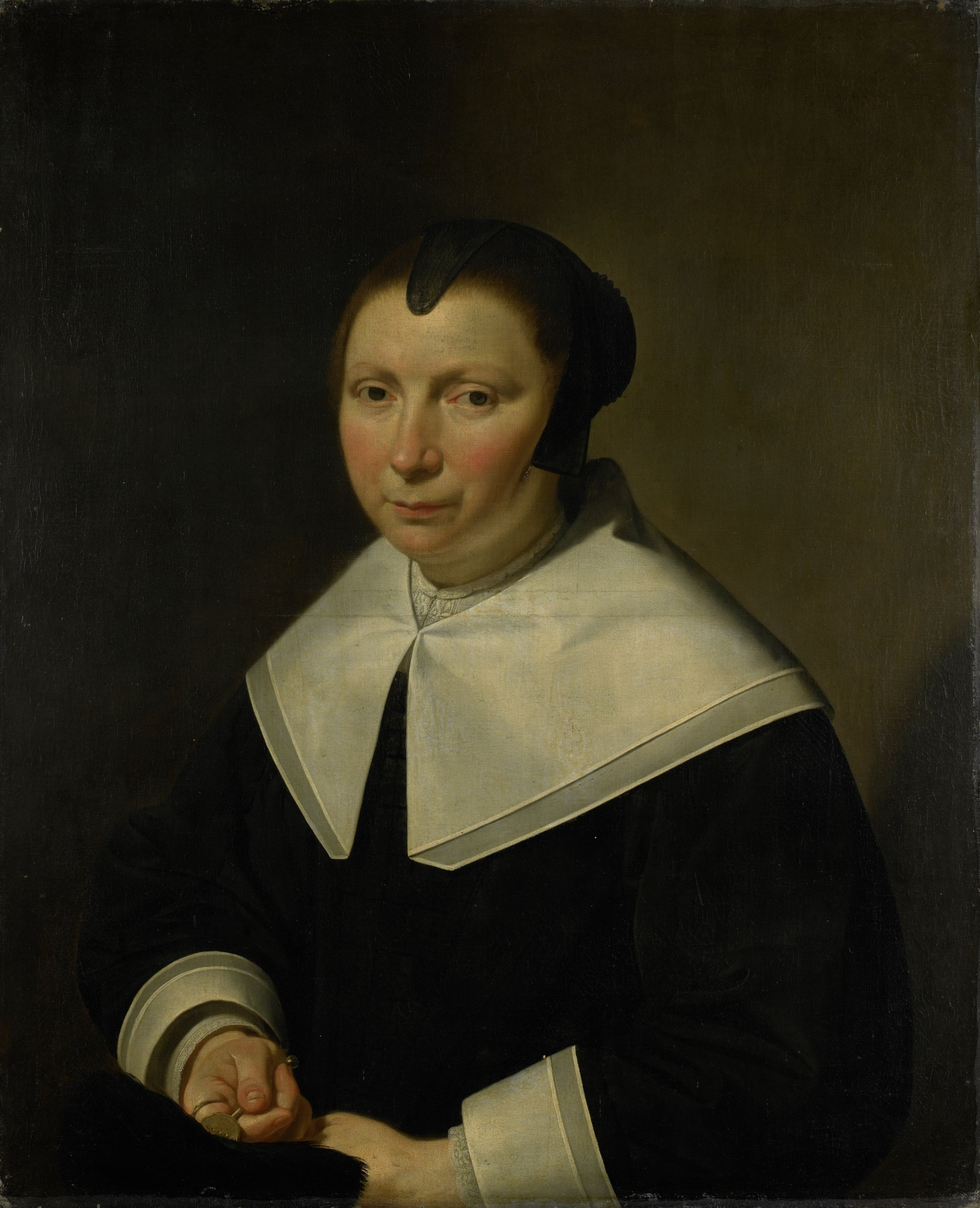
Portret van een vrouw, circa 1650, Rijksmuseum Amsterdam